# Слоновая бумага
Слоновая бумага — книжная и рисовальная бумага высшего качества, желтовато-бежевого цвета слоновой кости, откуда и получила своё название, гладкая, плотная, без ярко выраженной фактуры (имеет в этом сходство с веленевой). Относится к типу рисовальных бумаг. В России слоновая бумага появилась на рубеже XVIII—XIX веков, наибольшее распространение получила во второй половине XIX века. Применялась в дорогих и художественно оформленных изданиях.